# Надгробкова стела вершника
Надгробкова стела вершника  — уславлена меморіальна скульптура IV століття до н. е. Стародавньої Греції, яку зберігає Музей образотворчих мистецтв імені Пушкіна.

## Нові ідеї в похованнях стародавніх греків
Зміцнілі позиції рабовласницької демократії в Афінах мали наслідком заборону в Аттиці на встановлення приватних надгробків. Дозволялися монументи-надгробки лише на братських, спільних похованнях. Поціновувалось не приватне, а суспільно значуще, те, що йшло на користь всієї громади, всього поліса-держави.
Але в V столітті до н. е. відбуваються зміни навіть в поховальній галузі. Давньогрецьке суспільство досягає якогось пункту рівноваги, гармонійного заспокоєння. В скульптуру теж приходить цей дух рівноваги, незнаного до цього гармонійного заспокоєння. Контрасти і протиріччя архаїки і ранньої класичної доби відтепер подолані, відбулось незвичне примирення між особою і ворожим світом, приватною особою і мінливим в оцінках суспільством, між свідомо приватним і суспільно значущим. Почався довгий процес відокремлення індивіда від штучно вирівняної громади поліса. В давньогрецькому мистецтві складались умови для виникнення індивідуального портрета як жанру, узагальнене і ідеалізоване починає поступатися індивідуальному, неповторному.
Давньогрецька архітектура, скульптура набувають рис стриманої урочистості, врівноваженості, позбавленої контрастів, різких рухів. Навіть серед низки уславлених скульпторів доби виокремився Поліклет із Аргоса, що розробив теорію скульптурного образа під назвою «Канон». Відтепер його твори можна було обійти навкруги, милуючись досконалістю з усіх боків, що не передбачалося, наприклад, з уславленими скульптурами Фідія. Дух рівноваги, позбавленої контрастів, стриманої урочистості перейшов навіть в меморіальну пластику, пов'язану з жалем по померлим, з відходом найдорожчих людей в темне царство Аїда. Розпочинають ставити надгробки і на приватних похованнях. Риси померлих на надгробках ще мало індивідуалізовані, але легко розпізнати пані і її служницю, померлого вояка і літнього родича (батька або дядю) тощо. Надгробком може бути стела з лекіфом, а може цілий скульптурний рельєф. Свідоцтвом процесу виокремлення індивіда від натовпу поліса став напис імені конкретного померлого: надгробок Мнесарете із Афін (Мюнхен), надгробок Гегесо зі служницею (Афіни.) В надгробках доби не знайти страху смерті, якихось містичних настроїв. Це сцени тихого прощання, просякнуті журливим настроєм без криків і показових сліз. Меморіальна пластика цієї доби наче підтримує стримане горе близьких і надає їм підтримку елегічними настроями творів мистецтва.

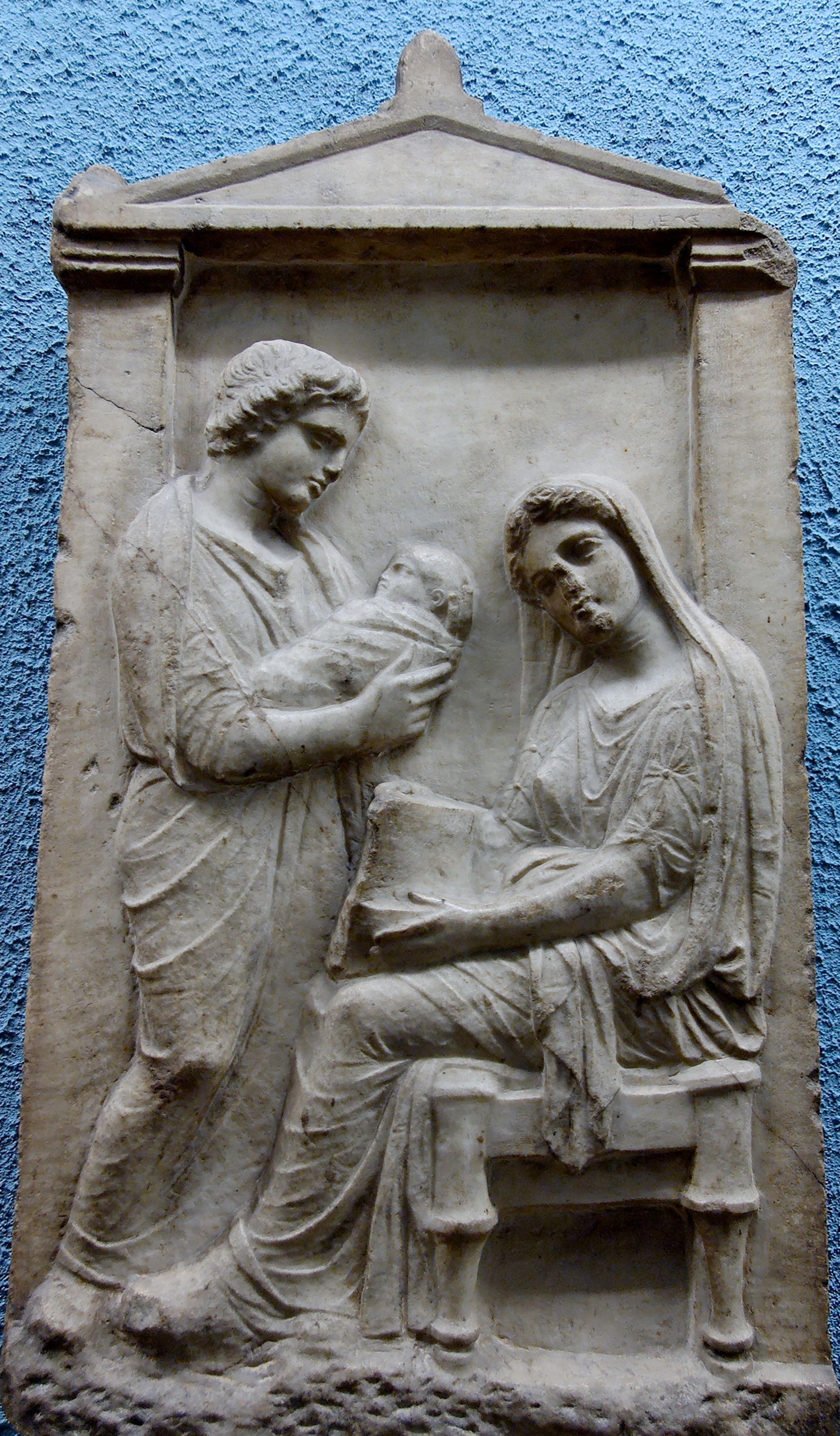
Стела померлої матері із Афін. Британський музей.425 р. до н. е.
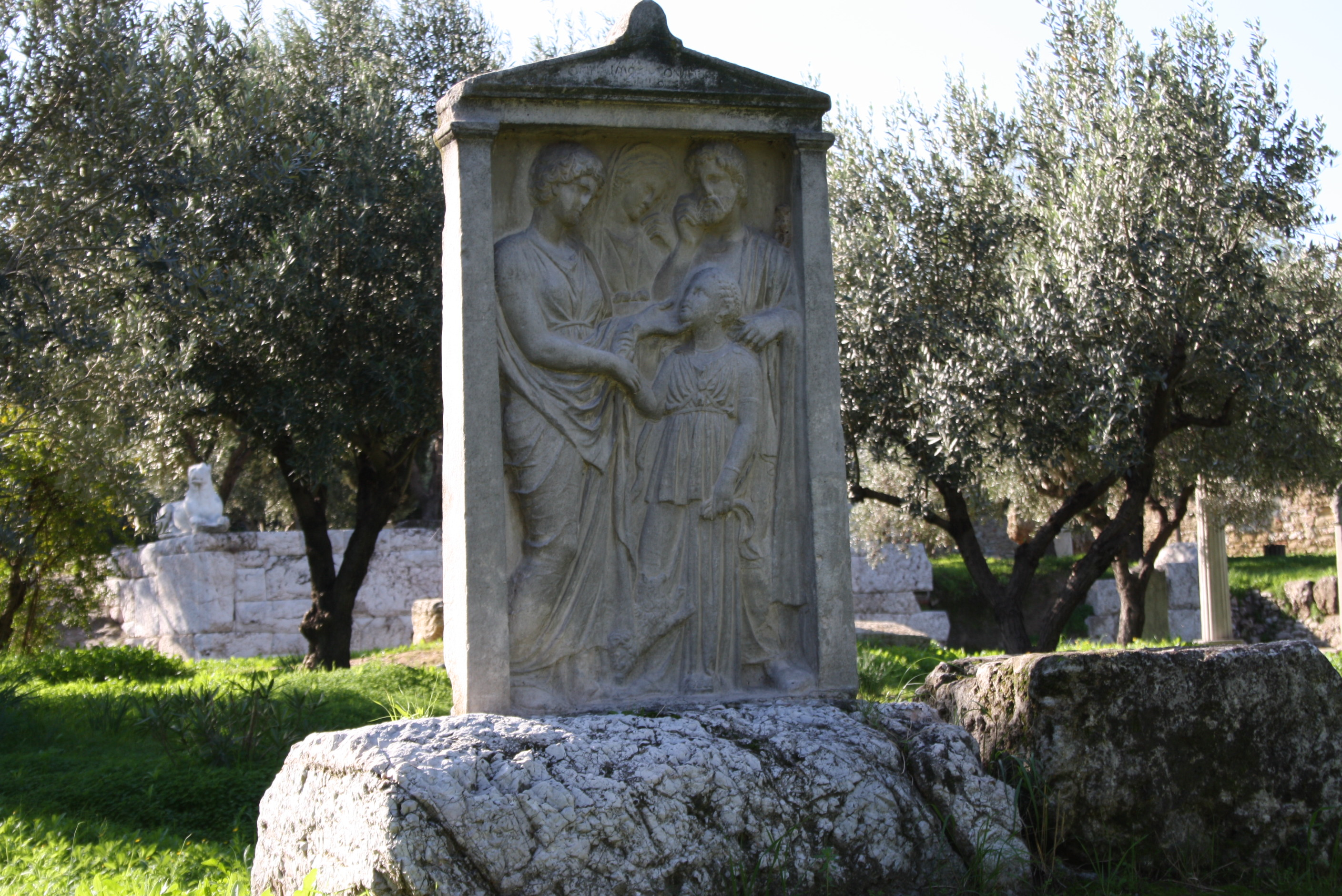
Надгробок з цвинтаря Керамікос
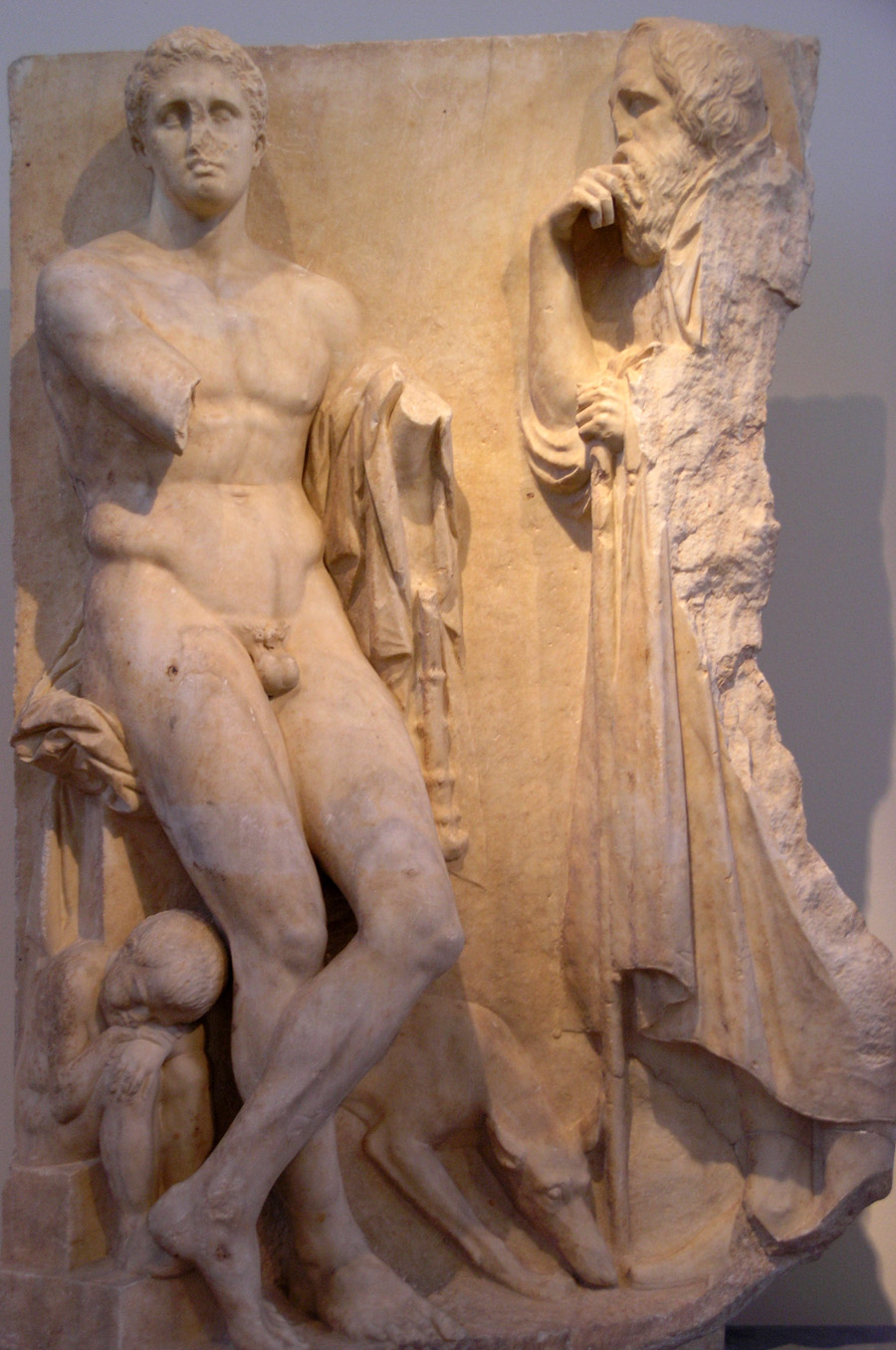
Скульптор Скопас. Надгробкова стела так званого мисливця. Афіни.

## Опис твору
Надгробкова стела з пентелійського, жовтуватого мармуру. Збережена частина ста тринадцяти (113) сантиметрів заввишки. За висновками дослідників, колись її вінчав фронтон, в тимпані якого було позначене ім'я померлого. На добре збереженому рельєфі — трифігурна композиція: померлий, його кінь та бородатий персонаж, якого вважають то близьким родичем, то вчителем більш молодого вершника. Вказівкою на високий статус померлого є і кінь, бо вершники посідали високий щабель в давньогрецькому суспільстві, і висока майстерність скульптора, якому замовили надгробкову стелу. В творі вбачають впливи послідовника скульптора Лісіппа, що працював другій половині IV століття до н. е.
Частково пошкоджені — ніс бородатого персонажа праворуч від глядача, верхній край мармурової стулки праворуч і частково ліворуч. Вершник з конем ніби йде повз літнього персонажа, утримуючи в руці спис (частково пошкоджений) та капелюх (петас). В подібному рельєфі із Афін теж є два персонажі з рукостисканням, яке підкреслювало родинний зв'язок між померлим та живим. В надгробковій стелі вершника нема рукостискання, яке б перекреслювало і затуляло б фігуру коня, таку важливу в композиції.
Особливість рельєфу — наявність коня, відтвореного надзвичайно реалістично і з не меншою повагою до тварини, як і до людей. Особливо старанно відтворена повернута до глядача голова коня з роздутими ніздрями і сумними очима.

## Історія побутування (провенанс)
Надгробкова стела вершника знайдена випадково в північній частині міста Афіни, в кварталі Патісса під час створення нового шляху. Перебувала в збірці графа К. Тишкевича, у якого 1897 року придбана російським посадовцем Дмитром Хомяковим , директором Московського училища живопису, скульптури і архітектури. Він і передав твір давньогрецького скульптора в художнє училище. 1924 року надгробкова стела вершника 4 ст. до н. передана до збірок Музею образотворчих мистецтв.